# Ministério da Educação e das Universidades
O Ministério da Educação e das Universidades foi a designação de um departamento do VIII Governo Constitucional de Portugal.

## Ministros
Os ministros que tutelaram esta pasta foram:
| Período     | Ministro                   | Governo                     |
| ----------- | -------------------------- | --------------------------- |
| 1981 – 1982 | Vítor Crespo               | VIII Governo Constitucional |
| 1982 – 1983 | João José Fraústo da Silva | VIII Governo Constitucional |